# Alfons Almasqué i Domènech
Alfons Almasqué i Domènech (Sant Sadurní d'Anoia, 23 de setembre de 1883 - Vevey, 5 de juny de 1960) fou un futbolista de la dècada de 1900 i periodista català.

## Trajectòria
Almasqué havia estudiat a Suïssa, on s'enrolaria al club Ètica, de la ciutat de Zuric. Va jugar al FC Barcelona entre 1901 i 1904, anys en els quals guanyà la Copa Macaya i la Copa Barcelona. Posteriorment jugà al FC Català i, novament, de forma puntual, al Barcelona. També disputà un encontre amb la selecció catalana.
Almasqué continuà lligat al món de l'esport, des del periodisme, essent un dels fundadors i redactor del Mundo Deportivo. Va col·laborar amb aquest diari de manera intermitent fins al 1936, i posteriorment encara publicà els seus darrers articles amb motiu del Mundial del Brasil 1950. També fou vicepresident de la Federació Catalana de Futbol i president del Club Español de Jujutsu, club que acabaria donant lloc a la refundació del RCD Espanyol.
Fou germà del també futbolista Albert Almasqué i Domènech.

## Palmarès
- Copa Macaya:
  - 1901-02
- Copa Barcelona:
  - 1902-03